# Millenarizmus
A millenarizmus vagy millenarianizmus kifejezés a latin mīllēnārius (= ezer) szóból származik. Számos kultúrában és vallásban megtalálható az a hit, hogy egy eljövendő nagy társadalmi átalakulás után minden meg fog változni.
Általános értelemben millenaristának tekinthető minden olyan irányzat, amelyek reménye szerint az eljövendő korban (rendszerint a közeljövőben) különleges jutalomban részesül a hívők egy bizonyos csoportja. Rendkívül sokféle ilyen mozgalom létezik. Néhánynak keresztény gyökerei vannak, többnek viszont semmi köze a kereszténységhez.
Az új apokaliptikus vallási mozgalmak tanulmányozása során a "millenarizmus" kifejezést gyakran használják egy utópisztikus korszak várakozására és egy pusztító kataklizma előrejelzésére, amely véget vet a jelenlegi világnak, míg a hasonló, de nem azt nem teljesen lefedő "millennializmus" kifejezést gyakran használják egy sor fokozatos, de kevésbé traumás változásra.

## Kereszténység
Keresztény, legszűkebb értelemben a millenniumba, vagyis Krisztus ezeréves uralmába vetett hit. Az elgondolás elsősorban a Jelenések könyve 20. fejezetén alapul.
Az apokaliptikus várakozások és a keresztény eszkatológia része. Ennek az eszkatológiának egyes változataiban alapvető nézet az a hiedelem, hogy Jézus Krisztus második eljövetele nagyon közel van, és az ő parúziája elhozza Isten Királyságának a Földön való megalapítását. A János apokalipszise tartalmának egyik értelmezése szerint Istennek ez a Földi Királysága ezer évig fog tartani.
A korai millenaristák közé tartozott Szent Jusztinusz, Római Hippolütosz, Szent Iréneusz, Olümposzi Metód, Commodianus, Pettaui Victorinus, Lactantius, Barnabás levelének szerzője, Tertullianus és a montanisták.
A kereszténység „Szent” Ágoston De Civitate Dei műve után elvetette a millenarianizmust: ebben a világban az „emberek városa” és Isten Királysága elválaszthatatlanul összekeveredik és összefonódik. Ennek ellenére a millenarianizmus „csírái” az egész középkoron keresztül életben maradtak. Erről tanúskodik a Gioacchino da Fiore-tól indult prófétai és apokaliptikus gondolat, az új „korszak” várakozása, amelyben a Szentlélek újjáteremti az emberiséget, és a kereszténység is átváltozik az élet új, „lelki” formájává.
Az újkortól a millenarista mozgalmak, közösségek (nem teljes lista):
- anabaptisták
- cseh-morva testvérek
- Keresztyén Testvérgyülekezet (brethren)
- korai angol kongregacionalisták
- a 17-18. századi pietisták [3]
- resztoránus mozgalmak
  - mormonok [4]
  - millerita mozgalom
    - hetednapi adventisták [4]
      - dávidista hetednapi adventisták

    - Jehova tanúi [4]
    - krisztadelfiánusok [4]
- Katolikus Apostoli Egyház
- Új Apostoli Egyház

## Más vallási mozgalmak
- haszidizmus
- messiás-váró zsidó mozgalmak
- rasztafárik
- síita muszlimok
- sabbatizmus

## Egyéb
- kargó-kultuszok [4]
- Tajping-felkelők

## Fordítás
- Ez a szócikk részben vagy egészben  a   Millenarianism című angol Wikipédia-szócikk fordításán alapul.  Az eredeti cikk szerkesztőit annak laptörténete sorolja fel. Ez a jelzés csupán a megfogalmazás eredetét és a szerzői jogokat jelzi, nem szolgál a cikkben szereplő információk forrásmegjelöléseként.